# Doodle (web)
Doodle is een webapplicatie waarmee men online afspraken tussen verschillende gebruikers op het net kan plannen. Wil men een feestje geven, een vergadering plannen en van tevoren weten of de gasten een bepaalde datum vrij zijn, kan men op de applicatie zelf een doodle aanmaken met:
- het onderwerp (feestje/de stafvergadering)
- de deelnemers (gasten/deelnemers)
- de voorgestelde datum, wellicht ook uitgebreid met "alternatieve datums".

De gasten kunnen dan aanklikken wanneer ze wel of niet vrij zijn. Tevens kunnen ze zien wie er nog uitgenodigd is. Zo komt men tot een datum die voor de meerderheid het beste past. Het systeem spaart veel getelefoneer of heen-en-weergeschrijf uit, zeker als dit over de grenzen heen tot afspraken leidt.
En mei 2025 werd Christian Fielitz benoemd tot de nieuwe CEO van Doodle, als opvolger van Renato Profico.